# 先住民

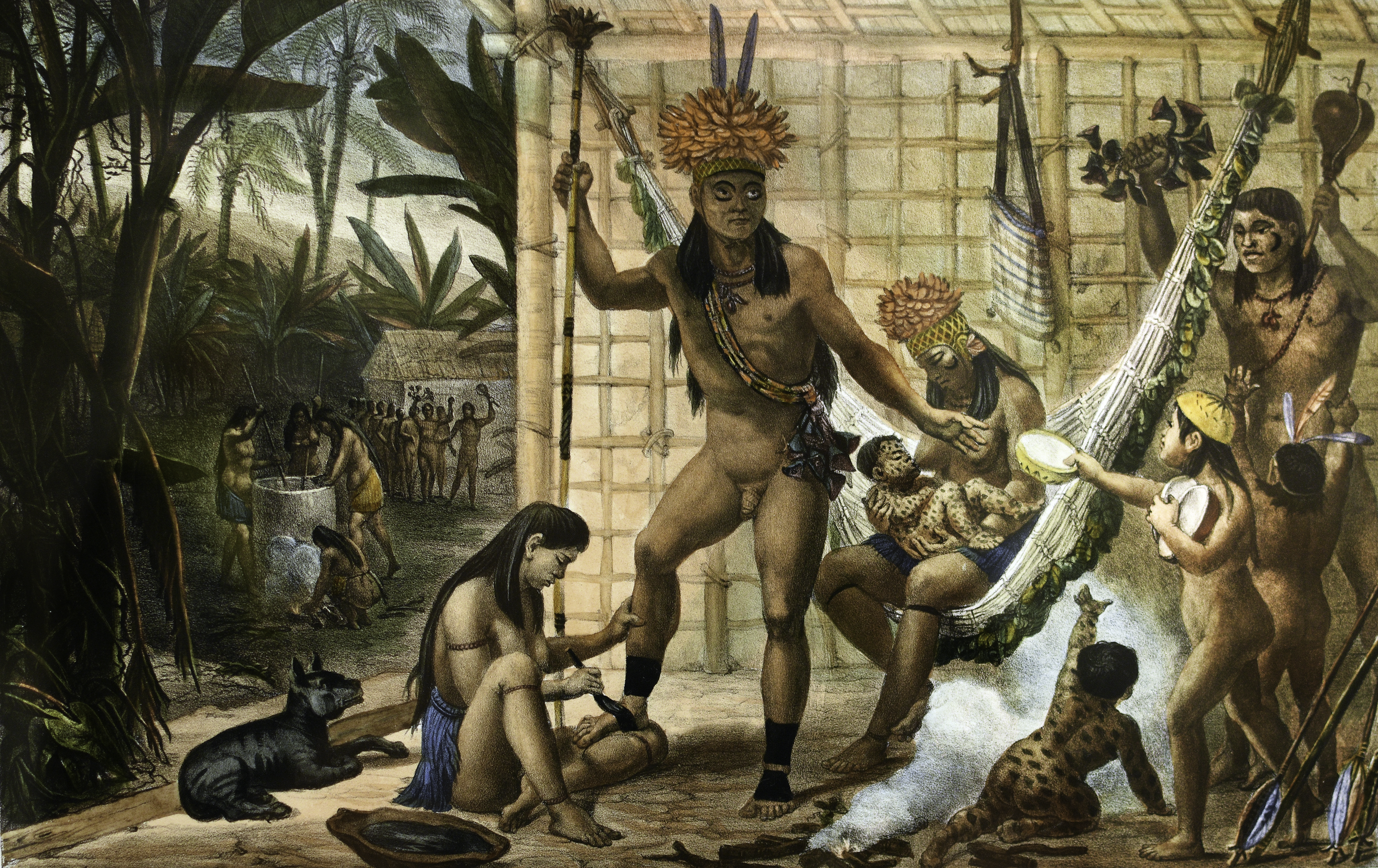
ブラジルのインディオ

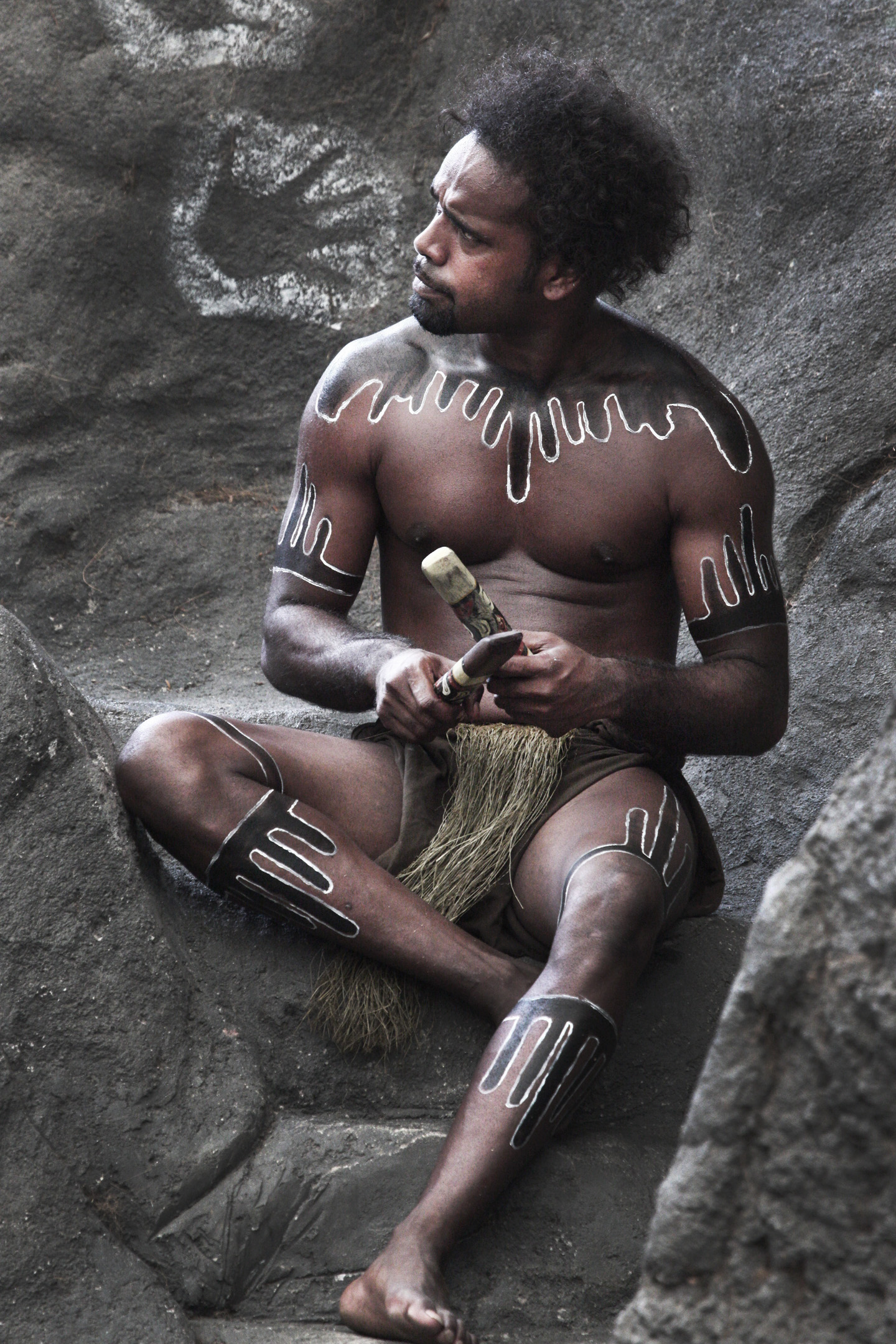
オーストラリアのアボリジニ

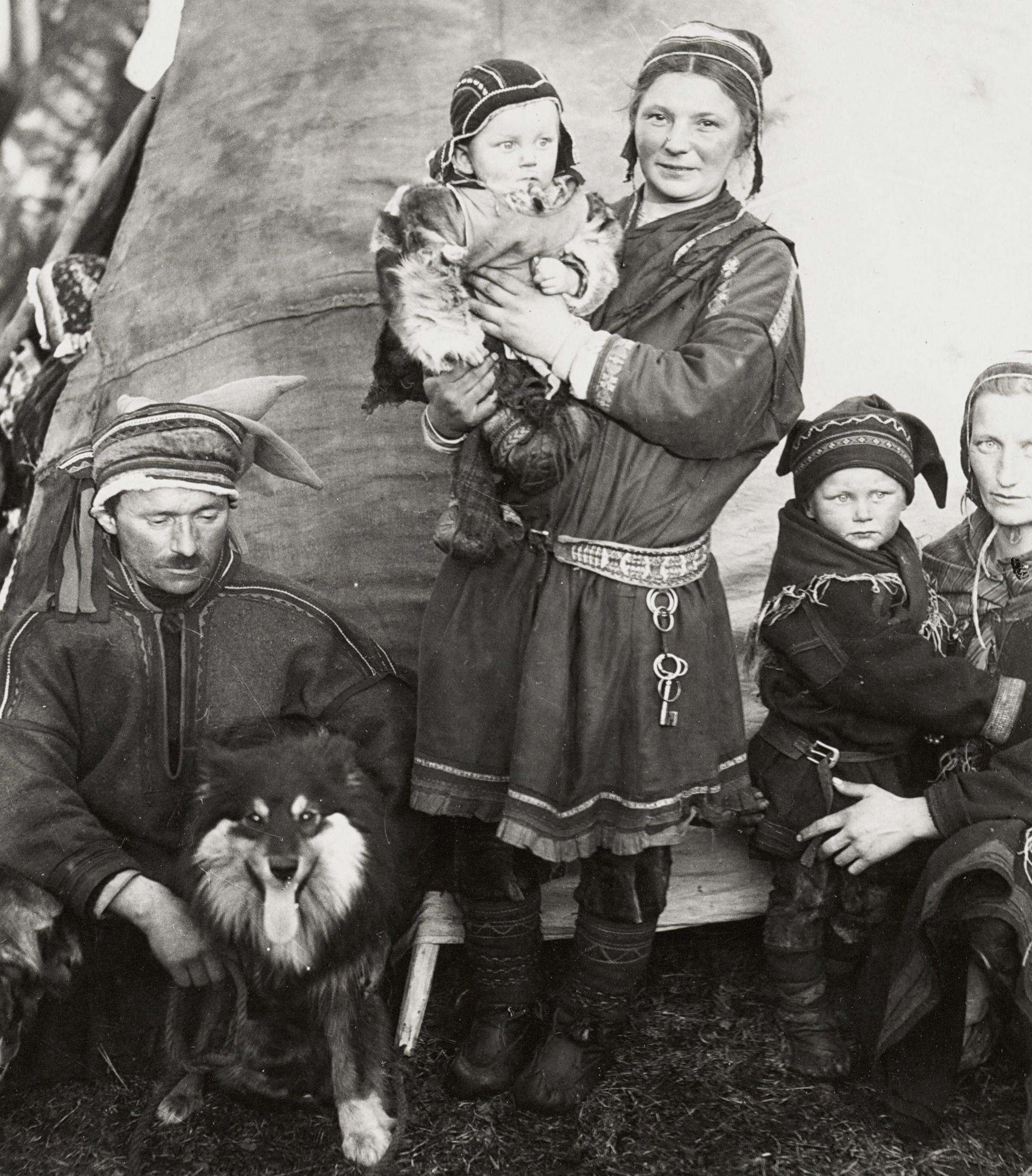
サーミ人, 1936年

先住民（せんじゅうみん）とは、ある土地に元来住みついている人間集団のことである。とくに、外来の侵略者や植民者から区別して呼ぶ場合に用いられる。原住民とも。歴史的には、とくに大航海時代（「地理上の発見」）以降、主としてヨーロッパ人が南北アメリカ大陸やオセアニアの地域で初めて接触した諸民族を指すことが多い。

## 名称と定義
- 英語：「民族」という概念を強調し、「先住民族」（英語: Indigenous peoples）と呼ばれる場合もあるが、「民族」という概念の多義性を踏まえ、その定義などに注意を要する。
- 日本語：日本では「土人」「原住民」という言葉が「原始・原人」などの差別的な意味と看做されるようにかもしれない事から、より中立的な「先住民」という言葉で代替されるようになった。一方で、下記の通り台湾原住民に関しては、現地の呼称を尊重するとの注釈を併記のうえ、書籍（ガイドブック等）などで「原住民」を用いる例も見られる。
- 台湾華語：中華民国国語では「先」に「既になくなってしまった」という意味が含まれるため、「先住民」は用いず「原住民」を用いる[2]。
- 中国語(普通話)：漢字表記は「土著」、つまり日本語でいうところの土着・土民に当たる。

## 歴史
国家の形成段階において、先住民は国家への従属を強いられ、疫病や奴隷化・虐殺によって弱体化を余儀なくされた例が多数存在する。先住民には、かつては国家を持ち、繁栄を極めていたもの（チャム族など）や、多数派民族を支配していた歴史をもつもの（満洲民族）も存在する。従来、先住民の文化は「野蛮」「未開」とされ否定的に扱われてきた。一方で、先住民の尊厳と文化の継承・再生が近年認められつつある。
南北アメリカ大陸の（エスキモーを除く）先住民はインディアン・インディオと一括して呼ぶことが多い。アメリカ大陸には互いに異なる文化を持った様々な先住民族が存在することに注意が必要である。「インディアン」・「インディオ」は本来はインド人を指し，アメリカの先住民を指すには不適当な名称だが（アメリカ大陸を発見したクリストファー・コロンブスがインドと勘違いしたのが原因）、先住民の言葉にはアメリカ大陸の多様な民族を一括して呼ぶ自称がないため、今では先住民の側も「インディアン」・「インディオ」を使っている｡

## 国連による活動
国際連合は1994年以降、毎年8月9日を「先住民の日」 (International Day of the World's Indigenous Peoples) に制定している。
2007年には先住民族の権利に関する国際連合宣言が国際連合総会において採択された。

## 孤立先住民居住地の保護
- インド - インド政府は、アンダマン・ニコバル諸島に居住する外部の人間との交流を拒絶する部族（例：北センチネル島のセンチネル族）との軋轢を防ぐため、特定の島への上陸を禁止している[4]。
- ブラジル - ブラジル政府は、アマゾン川上流域に居住する外部の人間との交流を持たない部族の居住地を保護するため、2016年に先住民居住区の設定を開始した[5]。

## 主な先住民（先住民であるとすることに異論のあるものも含む）
- アイヌ
- アボリジニ（オーストラリア先住民）
- アンコレ族
- アンダマン諸島先住民
- インディアン・インディオ
- ウィルタ
- ヴェッダ人
- エスキモー（イヌイット、ユピク、カラーリット）
- オンゲ族
- カナカ族
- クルド人
- コイコイ人
- サーミ人
- サン人
- ジャラワ族
- 縄文人
- 台湾原住民
- チベット民族
- チャモロ人
- トゥンブカ族
- ニヴフ（ギリヤーク）
- ヌバ族
- バスク人
- バタック人
- パプア人
- ハワイ先住民
- ブラジルの先住民
- ベルベル人
- マオリ
- マサイ族
- 満洲民族
- モンゴル人
- ヤノマミ族
- 琉球民族

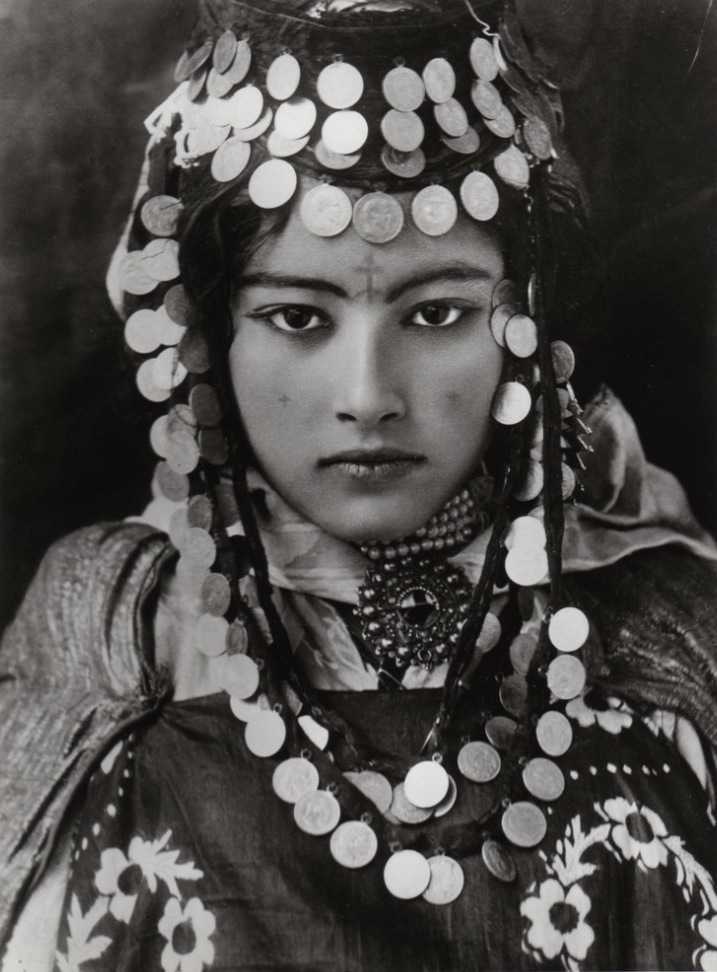
アルジェリアのベルベル人の女性
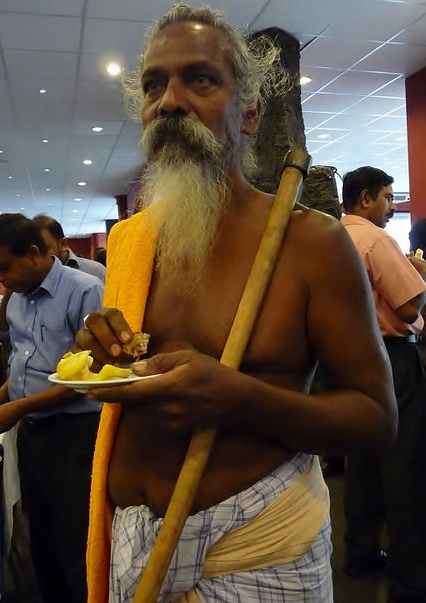
ヴェッダ人
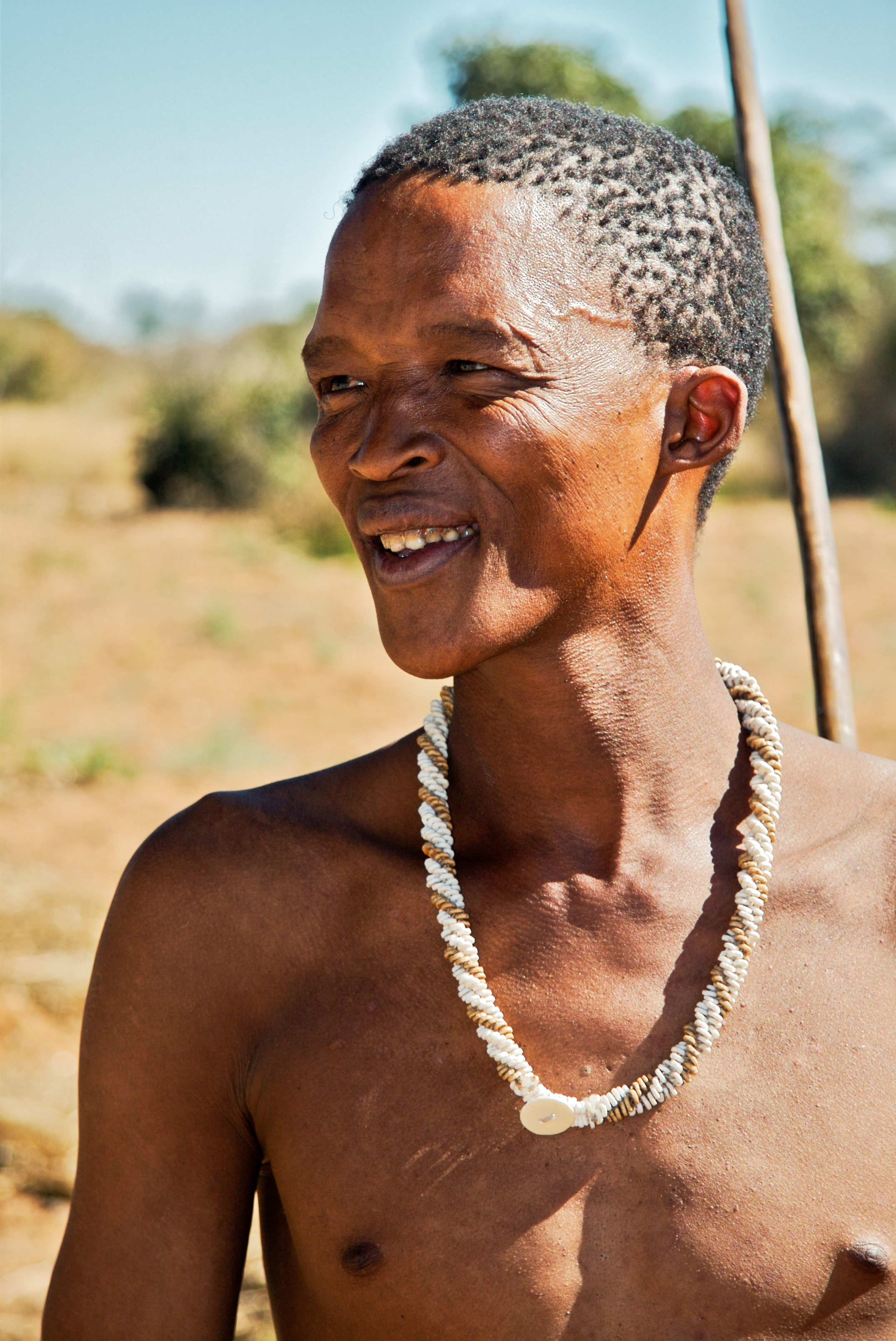
サン人
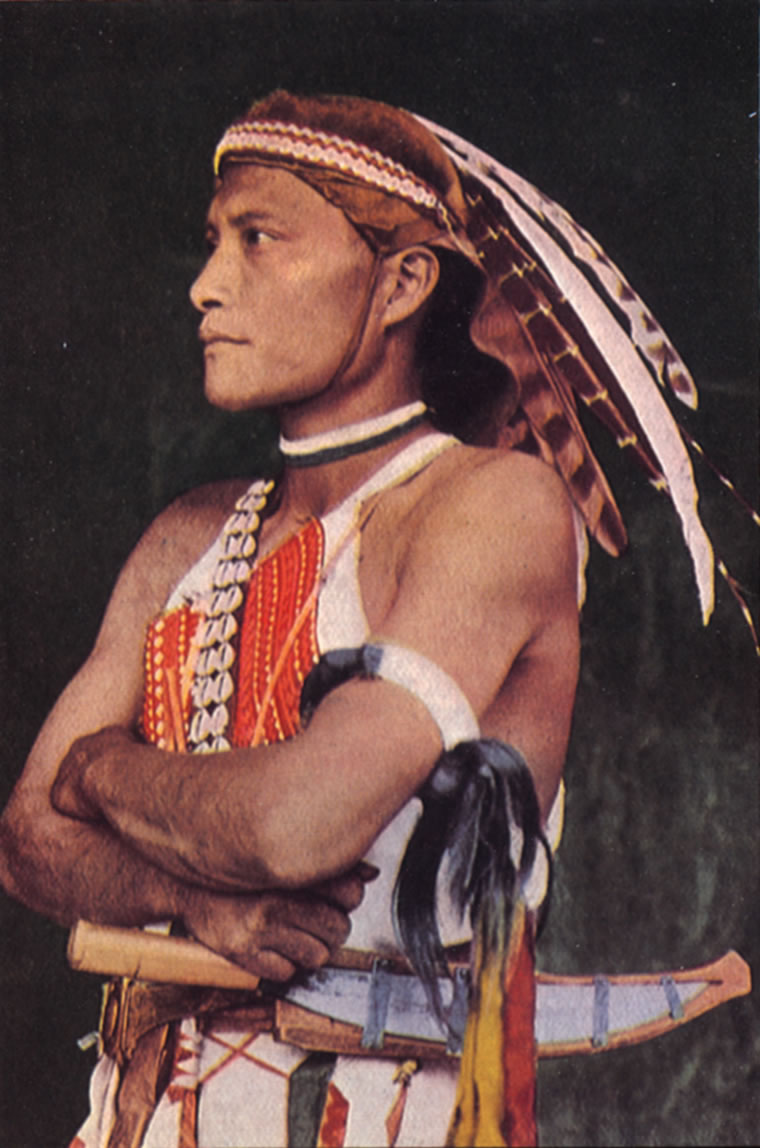
台湾原住民・ツォウ族
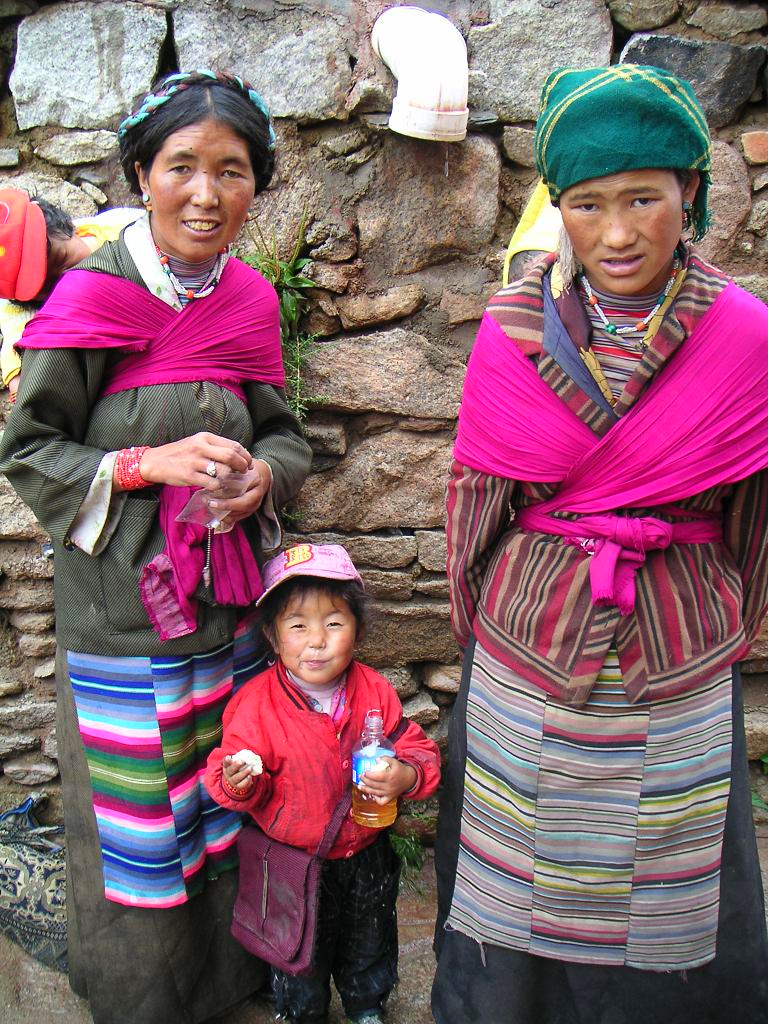
チベット民族
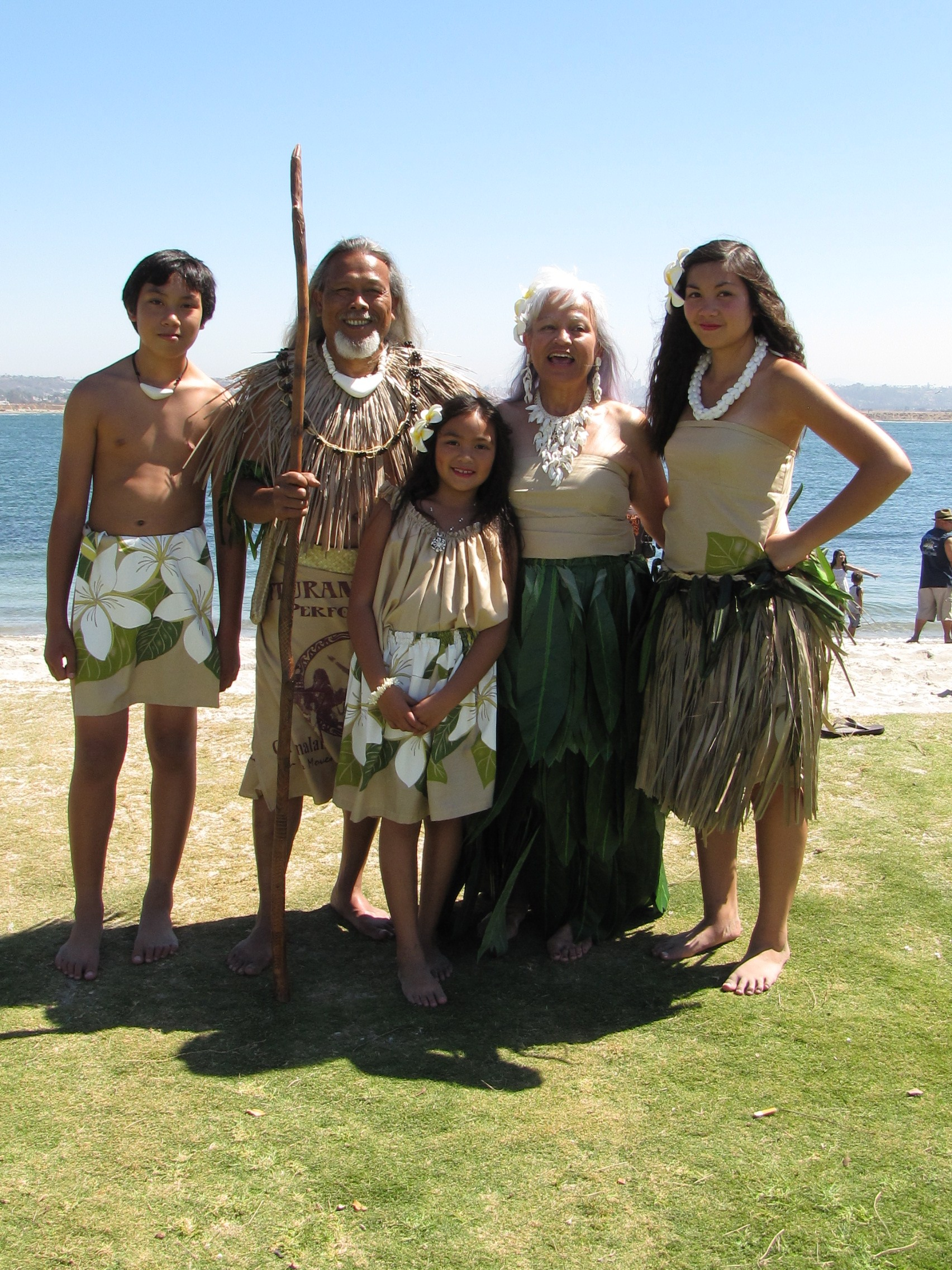
チャモロ人
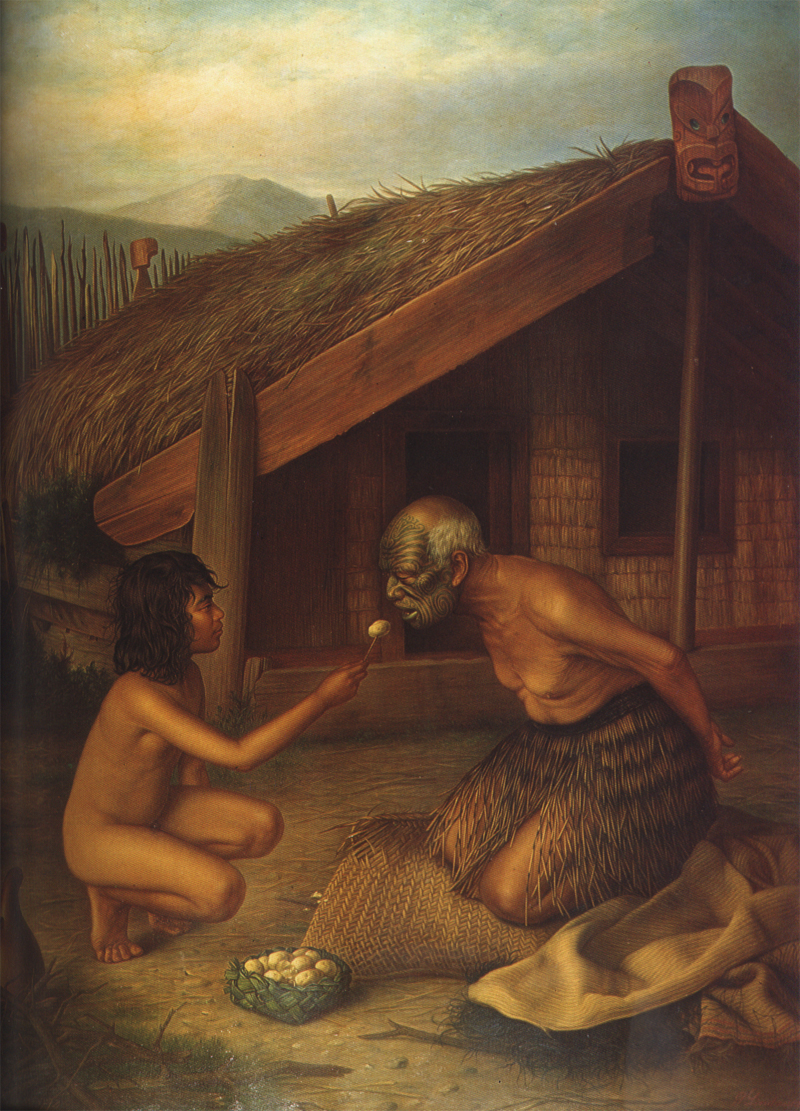
マオリ